# ミシェウ・アルジオ・ダ・クルス・アウヴェス
ミシェウ・アウヴェス（Michel Alves）ことミシェウ・アルジオ・ダ・クルス・アウヴェス（ポルトガル語: Michel Aluzio da Cruz Alves、1981年4月25日 - ）は、ブラジルの元サッカー選手。現役時代のポジションはGK。

## クラブ歴
GEブラジウで選手となり、ヴィラ・ノヴァFCに移籍した。
2006年にECジュベントゥージに加入。2008年末に契約を更新せずにSCインテルナシオナルに移籍した。2010年にセアラーSCに、2011年にヴィラ・ノヴァに、2012年にクリシューマECに、2013年にCRヴァスコ・ダ・ガマに移籍。

## タイトル
ヴィラ・ノヴァ
- カンピオナート・ゴイアーノ: 2005

インテルナシオナル
- カンピオナート・ガウショ: 2009
- スルガ銀行チャンピオンシップ: 2009

ボタフォゴ-PB
- カンピオナート・パライバーノ: 2017